# Nairobi (Fluss)
Der Nairobi ist ein Fluss in der Landesmitte von Kenia, welcher durch die Hauptstadt Nairobi fließt.

## Verlauf
Einen großen Teil seines Einzugsgebiets stellt die Stadt Nairobi dar. Das Quellgebiet, der Ondiri Sumpf, liegt westlich der Hauptstadt nahe der Stadt Kikuyu auf über 2000 m. Das Nairobi-Fluss-System stellt eine komplexe Ansammlung einer Vielzahl parallel verlaufender Flüsse dar, die von West nach Ost fließen, bevor sie unweit Nairobis in den Athi münden, welcher schließlich in den Indischen Ozean abfließt.
Der Hauptfluss begrenzt nördlich, teilweise kanalisiert, das Stadtzentrum.

## Umweltschutz

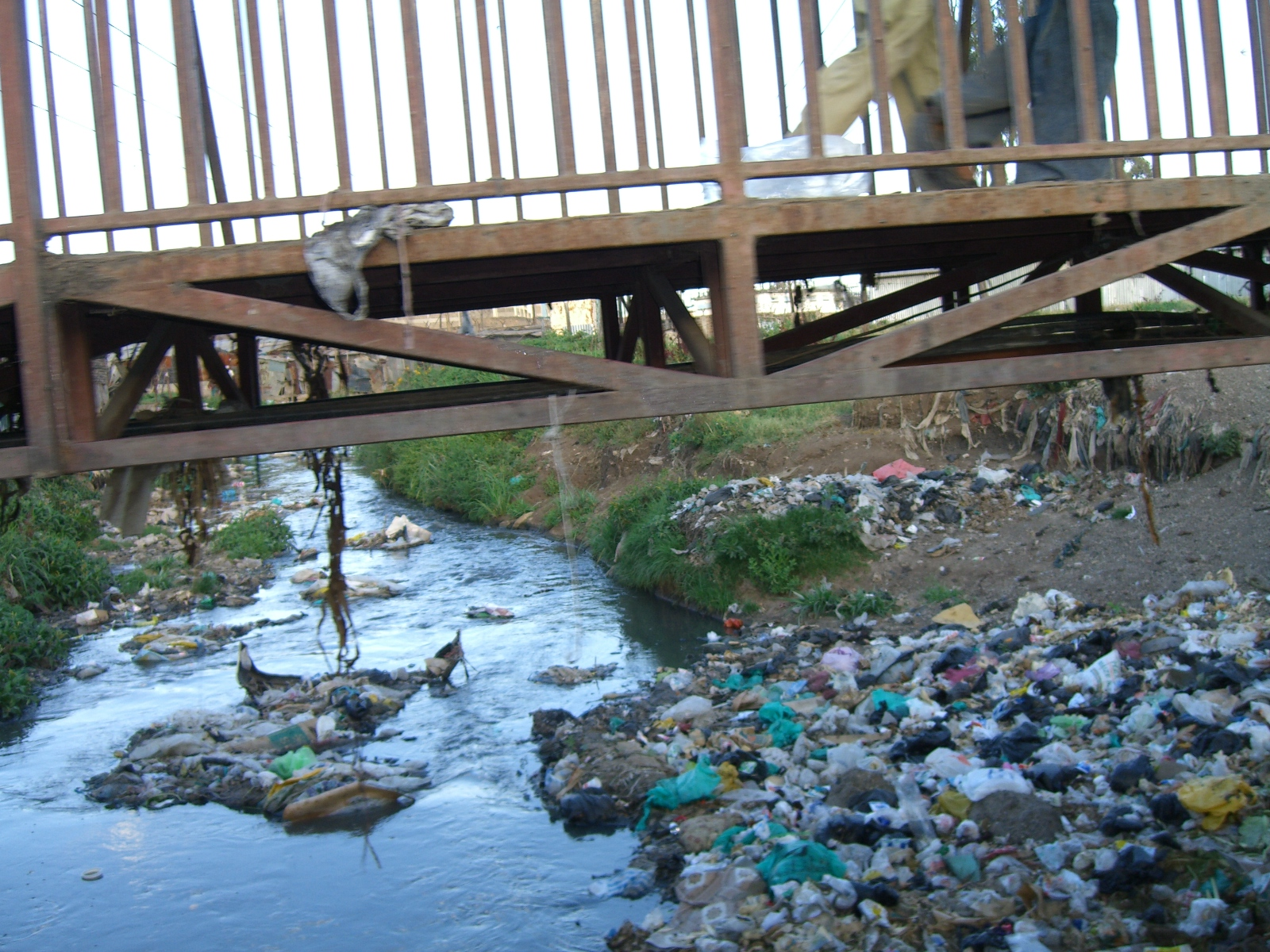
Müllproblem am Nairobi

Der Fluss wird auf seinem Weg durch die Großstadt stark verschmutzt. Es gibt allerdings Bestrebungen, die Wasserqualität so zu verbessern, dass das Gewässer für die Bevölkerung nutzbar wird.